# Westendorf (Algovia Orientale)
Westendorf è un comune tedesco di 1 851 abitanti, situato nel land della Baviera.